# Nus Matthew Walker
Un  nus Matthew Walker  és un nus que s'utilitza per evitar que l'extrem d'una corda es desfili. Per a realitzar el nus primer cal desfer els fils de l'extrem d'una corda, separant els fils (que no estiguin junts), i després tornant a trenar els fils de nou. També pot realitzar utilitzant diverses cordes separades.
No es coneix específicament qui va ser Matthew Walker, o perquè aquest nus va ser anomenat d'aquesta manera. No obstant això, referències de principis del segle xix suggereixen que va poder haver estat un aparellador de vaixells de la Marina Reial Britànica.

## Procediment de trenat

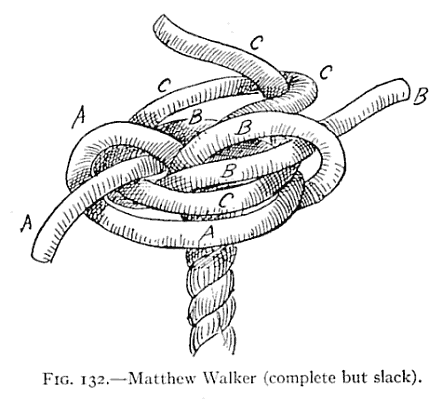
Nus Matthew Walker

El nus Matthew Walker es fa d'una forma circular en una corda amb qualsevol nombre de fils. Per trenar el nus, es pren cada un dels fils i es fa un llaç al voltant de la resta del conjunt, tot seguit es passa l'extrem lliure per dins d'aquest llaç recent fet, generant un nus simple. Després es passa al següent fil, fent girar el conjunt en la direcció en què es passen els llaços. El lligat del primer fil al voltant del conjunt és simple, però cada un dels fils restants han de ser passats per dins dels llaços prèviament creats de manera que continguin tota la resta de fils dins del seu llaç. Finalment al tensar, pot ajudar fer rodar el nus amb el conjunt, especialment quan es fan servir dos fils a la plegada. L'efecte final és un nus en espiral.